# 杨键
杨键（1967年—），中国现代诗人。
杨键在1980年代后期开始从事诗歌创作，曾经当过工人，现为职业作家。曾获1995年刘丽安诗歌奖。

## 主要作品
- 《分别的，镜子的》
- 《暮晚》
- 《哭廟》